# Список поточних збройних конфліктів

Карта збройних конфліктів, що тривають (кількість смертей, пов'язаних з бойовими діями, за поточний або минулий рік):
Великі війни (10 000 або більше)
Війни (1,000 — 9,999)
Малі конфлікти (100 — 999)
Сутички та зіткнення (1 — 99)

Нижче наведено список поточних збройних конфліктів, які відбуваються у всьому світі.

## Критерії
Цей список збройних конфліктів, що тривають, визначає сучасні конфлікти та кількість жертв, пов'язаних з кожним з них. Критерії включення є наступними:
- Збройні конфлікти полягають у застосуванні збройної сили між двома або більше організованими збройними групами, урядовими або неурядовими.[1] Розрізняють міждержавні, внутрішньодержавні та недержавні збройні конфлікти.
- Це не список країн за рівнем умисних вбивств, а насильство з боку кримінальних угруповань, як правило, не включається, за винятком випадків, коли в ньому також беруть участь значні військові або напіввійськові формування.
- Показники смертності включають загиблих унаслідок бойових дій (військових і цивільних), а також цивільних осіб, навмисно обраних сторонами збройного конфлікту мішенями. За поточний і минулий рік враховуються лише прямі смерті внаслідок насильства; надлишкові смерті, опосередковані голодом, хворобами або перебоями в наданні послуг, включаються разом із насильницькими смертями до загальної кількості загиблих, якщо такі дані є доступними.
- У перелічених конфліктах загалом загинуло щонайменше 100 осіб і щонайменше 1 особа загинула в поточному або в минулому календарному році.
- Загальна кількість загиблих може бути неточною або недоступною через брак інформації. Цифра зі знаком «плюс» означає, що загинуло щонайменше стільки людей (наприклад, 455+ означає, що загинуло щонайменше 455 осіб).
- Місцезнаходження стосується держав, де відбувається основне насильство, а не воюючих сторін. Курсивом виділені спірні території та невизнані держави.
- Територіальна суперечка або протестний рух, який не супроводжується навмисною і систематичною загибеллю людей внаслідок державного або воєнізованого насильства, не вважається збройним конфліктом.

## Великі війни (10 000 або більше смертей, пов'язаних з бойовими діями, за поточний або минулий рік)
Три конфлікти з наведеного нижче переліку спричинили щонайменше 10 000 прямих насильницьких смертей на рік у боях між ідентифікованими групами в поточному або минулому календарному році.
| Початок конфлікту | Конфлікт | Континент | Район бойових дій | Загальна кількість загиблих | Кількість загиблих у 2022 році | Кількість загиблих у 2023 році |
| ----------------- | --- | --------- | ----------------- | --------------------------- | ------------------------------ | ------------------------------ |
| 1948              | - Громадянська війна в М'янмі - Качинський конфлікт - Каренський конфлікт - Повстання народу рохінджа на Заході М'янми - Конфлікт у штаті Ракхайн - Громадянська війна в М'янмі (з 2021) - Зіткнення в Калаї 2021 року - Карен-Монський конфлікт | Азія      | М'янма            | 180 000–210,000             | 20 206                         | 7109+                          |
| 2014              | - Російсько-українська війна (з 2014) - Російське вторгнення в Україну (з 2022) | Європа    | Росія Україна     | 100,000–350,530+            | 36,000–240,400+                | 32,416–95,930+                 |
| 2018              | - Громадянський конфлікт в Ефіопії - Афарсько-сомалійські сутички - Конфлікт у Оромо - Повстанський рух ОЛА | Африка    | Ефіопія           | 177,000–378,000             | 6,641–105,900                  | 1,042                          |

## Війни (1 000 — 9 999 смертей, пов'язаних з бойовими діями, за поточний або минулий рік)
16 конфліктів у наведеному нижче списку спричинили щонайменше 1 000 і принаймні 10 000 прямих насильницьких смертей протягом поточного або минулого календарного року. Конфлікти, що спричинили щонайменше 1 000 смертей протягом одного календарного року, вважаються війнами за Уппсальською програмою даних про конфлікти.
| Початок конфлікту | Конфлікт | Континент        | Район бойових дій                                                   | Загальна кількість загиблих | Кількість загиблих у 2022 році | Кількість загиблих у 2023 |
| ----------------- | --- | ---------------- | ------------------------------------------------------------------- | --------------------------- | ------------------------------ | ------------------------- |
| 1964              | - Громадянська війна у Колумбії - Кататумбська кампанія - Зіткнення в Апурі в 2021 році - Еквадорська безпекова криза - Пемонський конфлікт | Південна Америка | Колумбія Венесуела Еквадор                                          | 453 000+                    | 3087                           | 1201                      |
| 1978              | - Громадянська війна в Афганістані - Афгансько-пакистанські прикордонні сутички - Конфлікт між Ісламською державою та Талібаном - Панджшерський конфлікт | Азія             | АфганістанПакистан                                                  | 1 453 000–2,584,468+        | 3930                           | 572+                      |
| 1991              | - Громадянська війна в Сомалі - Поточна фаза | Африка           | СомаліКенія                                                         | 350 000–500,000+            | 7038                           | 4495                      |
| 1996              | Повстання Альянсу демократичних сил | Африка           | ДР КонгоУганда                                                      | 9,000+                      | 2902                           | 735                       |
| 1998              | - Конфлікти між громадами в Нігерії - Конфлікти між пастухами та фермерами в Нігерії | Африка           | Нігерія                                                             | 19 000+                     | 1900                           | 1020                      |
| 1999              | Ітурійський конфлікт | Африка           | ДР Конго                                                            | 65 000+                     | 1660                           | 510                       |
| 2002              | - Ісламське повстання в Магрибі - Ісламістські повстанці в Сахелі - Джихадистське повстання в Нігері - Повстання джихадистів у Буркіна-Фасо - Повстання Ісламської держави в Тунісі - Війна в Малі - Внутрішній конфлікт в Азаваді                                                                                      | Африка           | Буркіна-ФасоМаліНігерБенінТогоАлжирТунісЧадКот-ДівуарМавританіяГана | 54 000+                     | 9000                           | 7476                      |
| 2003              | - Іракський конфлікт - Боротьба з тероризмом в Іраку після 2017 року | Азія             | Ірак                                                                | 332 000–1,215,000+          | 4491                           | 808                       |
| 2004              | - Конфлікт у Ківу - Наступ M23 (2022-2023) | Африка           | ДР КонгоРуандаБурунді                                               | 25 000+                     | 2438                           | 1265                      |
| 2006              | - Нарковійна в Мексиці - Міжусобиці в Картелі Дель Гольфо - Міжусобиці в Картелі Лос Зетас | Північна Америка | Мексика                                                             | 69 000                      | 7821                           | 3654                      |
| 2008              | - Суданські кочові конфлікти - Етнічне насильство в Південному Судані | Африка           | СуданПівденний Судан                                                | 387 000–400,000+            | 1900                           | 768                       |
| 2009              | - Релігійні війни в Нігерії - Релігійне насильство в Нігерії | Африка           | НігеріяКамерунНігерЧад                                              | 368 000                     | 6800                           | 2592                      |
| 2011              | - Громадянська війна в Сирії - Повстання в Дараа - Кампанія в Сирійській пустелі - Міжповстанський конфлікт - Конфлікт в Сирійському Курдистані - Інтервенція Росії в Сирію - Сирійсько-турецькі прикордонні сутички під час громадянської війни в Сирії - Міжнародна військова операція на чолі з США в Сирії (з 2014) | Азія             | Сирія                                                               | 505 000–613,000+            | 5639                           | 2791                      |
| 2011              | Нігерійський бандитський конфлікт | Африка           | Нігерія                                                             | 14,000+                     | 1900                           | 920                       |
| 2014              | - Громадянська війна в Ємені (з 2015) - Повстанці Аль-Каїди в Ємені - Хуситсько-саудівський конфлікт - Інтервенція Саудівської Аравії та її союзників у Ємен | Азія             | ЄменСаудівська Аравія                                               | 377 000                     | 6828                           | 1756                      |
| 2023              | Суданський конфлікт (2023) | Африка           | Судан                                                               | 3646                        | 0                              | 3646                      |

## Малі конфлікти (100 — 999 смертей, пов'язаних з бойовими діями, за поточний або минулий рік)
21 конфлікт з наведеного нижче переліку спричинив щонайменше 100 і не більше 1 000 прямих насильницьких смертей протягом поточного або минулого календарного року.
| Початок конфлікту | Конфлікт | Континент        | Район бойових дій                     | Загальна кількість загиблих | Кількість загиблих у 2022 році | Кількість загиблих у 2023 році |
| ----------------- | --- | ---------------- | ------------------------------------- | --------------------------- | ------------------------------ | ------------------------------ |
| 1918              | - Курдський сепаратизм в Ірані - Конфлікт між Іраном та PJAK - Зіткнення на заході Ірану (з 2016)                                                                | Азія             | Іран                                  | 15 000–58,000+              | 453                            | 106                            |
| 1947              | - Індо-пакистанський конфлікт - Повстання в Джамму і Кашмірі | Азія             | Індія Пакистан                        | 200 000–2,000,000           | 360                            | 240+                           |
| 1948              | - Ізраїльсько-палестинський конфлікт - Конфлікт між Газою та Ізраїлем                                                                                            | Азія             | Ізраїль Палестина                     | 27 000                      | 255                            | 216+                           |
| 1948              | - Конфлікт у Белуджистані - Повстання в Систані та Балучестані                                                                                                   | Азія             | Пакистан Іран                         | 20 800–21,000+              | 795                            | 280+                           |
| 1954              | - Повстанський рух у Північно-Східній Індії - Сепаратистські рухи в Ассамі - Повстання в Маніпурі - Етнічний конфлікт у Нагаленді - Повстання в Аруначал-Прадеші | Азія             | Індія                                 | 40 000                      | 24–230                         | 150+                           |
| 1967              | Маоїстське повстання в Індії | Азія             | Індія                                 | 12 877–14,369+              | 101–395                        | 210+                           |
| 1969              | - Повстання на Філіппінах - Повстання Нової народної армії | Азія             | Філіппіни                             | 165 000–213,000             | 585                            | 313                            |
| 1984              | - Курдсько-турецький конфлікт - Хронологія курдсько-турецького конфлікту (з 2015)                                                                                | Азія             | Туреччина Ірак Сирія                  | 55 000–60,000               | 370                            | 93+                            |
| 1988              | - Карабаський конфлікт - Вірмено-азербайджанський прикордонний конфлікт (2021—2023)                                                                              | Азія             | Нагорний-Карабах Азербайджан Вірменія | 39 300–49,000+              | 300                            | 31+                            |
| 2004              | Війна у північно-західному Пакистані | Азія             | Пакистан                              | 46 000–61,549+              | 893                            | 559+                           |
| 2011              | Лівійська криза (з 2011) | Африка           | Лівія                                 | 30 000–43,000               | 171                            | 21                             |
| 2011              | Конфлікт на Синайському півострові | Азія             | Єгипет                                | 6000–7,353+                 | 269                            | 8                              |
| 2012              | Громадянська війна в Центральноафриканській Республіці | Африка           | ЦАР                                   | 14 000+                     | 829                            | 279                            |
| 2016              | Повстанський рух на півночі Чаду | Африка           | Чад                                   | 644                         | 100                            | 37                             |
| 2016              | Війна з наркотиками на Філіппінах | Азія             | Філіппіни                             | 32 000                      | 302                            | 80+                            |
| 2017              | Ісламістський заколот у Мозамбіку | Африка           | Мозамбік Танзанія                     | 6000+                       | 946                            | 170                            |
| 2017              | Англомовна криза в Камеруні | Африка           | Камерун                               | 6000+                       | 992                            | 212-423                        |
| 2018              | Війна з наркотиками в Бангладеші | Азія             | Бангладеш                             | 800+                        | 307                            | 153+                           |
| 2020              | Повстанський рух FRG9 на Гаїті | Північна Америка | Гаїті                                 | 1000+                       | 89                             | 982                            |
| 2022              | Сальвадорська боротьба з бандами | Північна Америка | Сальвадор                             | 152+                        | 100                            | 29                             |
| 2023              | Конфлікт у Лас-Аноді (2023) | Африка           | Сомаліленд                            | 300                         | 0                              | 300                            |

## Сутички та зіткнення (менше 100 смертей, пов'язаних з бойовими діями, за поточний або минулий рік)
16 конфліктів у наведеному нижче списку спричинили менше 100 прямих насильницьких смертей протягом поточного або минулого календарного року.
| Початок конфлікту | Конфлікт | Континент        | Район бойових дій                                  | Загальна кількість загиблих | Кількість загиблих у 2022 році | Кількість загиблих у 2023 році |
| ----------------- | --- | ---------------- | -------------------------------------------------- | --------------------------- | ------------------------------ | ------------------------------ |
| 1943              | Ямайський політичний конфлікт | Північна Америка | Ямайка                                             | 1,081+                      | 6                              | 0–168                          |
| 1950              | Корейський конфлікт | Азія             | Північна Корея Південна Корея                      | 3 000 000                   | 34                             | 11                             |
| 1962              | Конфлікт у Папуа | Азія             | Індонезія                                          | 100 000–500,000             | 77                             | 71                             |
| 1963              | Повстання в Катанзі | Африка           | ДР Конго                                           | 3,400+                      | 4                              | 0                              |
| 1973              | - Конфлікт у Західній Сахарі - Зіткнення в Західній Сахарі (з 2020)                                                                 | Африка           | Марокко Сахарська Арабська Демократична Республіка | 14 000–21,000+              | 55                             | 7                              |
| 1975              | Конфлікт в Кабінді | Африка           | Ангола                                             | 30 000                      | 55–101                         | 0–47                           |
| 1980              | Громадянська війна у Перу | Південна Америка | Перу                                               | 70 000                      | 44                             | 54                             |
| 1982              | Конфлікт у Казамансі | Африка           | Сенегал                                            | 5000+                       | 21                             | 33                             |
| 1987              | Повстання Армії опору Бога | Африка           | ДР Конго ЦАР                                       | 100,000+                    | 1                              | 0                              |
| 1999              | Тероризм у Бангладеші | Азія             | Бангладеш                                          | 1,500+                      | 22                             | 44                             |
| 2003              | - Конфлікт у дельті Нігеру - Конфлікт у Бакассі - Конфлікт у дельті Нігеру 2016 року - Повстанський рух на південному сході Нігерії | Африка           | Нігерія Камерун                                    | 2500                        | 90                             | 4                              |
| 2004              | Повстання на півдні Таїланду | Азія             | Таїланд                                            | 7294                        | 42                             | 22                             |
| 2005              | Повстання в Парагваї | Південна Америка | Парагвай                                           | 145+                        | 8–32                           | 7                              |
| 2006              | Збройний конфлікт за контроль над фавелами у Великому Ріо-де-Жанейро                                                                | Південна Америка | Бразилія                                           | 800+                        | 85                             | 41                             |
| 2013              | Повстання в Єгипті | Африка           | Єгипет                                             | 5800+                       | 15                             | 2                              |
| 2017              | Повстанський рух Ісламської держави на Північному Кавказі                                                                           | Європа           | Росія                                              | 200+                        | 6                              | 10                             |

## Смертність за країнами
| Місце | 2018              | 2018     | 2019              | 2019     | 2020                          | 2020     | 2021            | 2021    | 2022            | 2022     |
|       | Країна            | Смерті   | Країна            | Смерті   | Країна                        | Смерті   | Країна          | Смерті  | Країна          | Смерті   |
| ----- | ----------------- | -------- | ----------------- | -------- | ----------------------------- | -------- | --------------- | ------- | --------------- | -------- |
| 1     | Афганістан        | ▲35,941  | Афганістан        | ▲41,735  | Мексика                       | ▼34,512* | / Афганістан    | ▲42,223 | Україна         | ▲240,400 |
| 2     | Мексика           | ▲33,341* | Мексика           | ▲35,588* | Афганістан                    | ▼20,674  | Ємен            | ▲31,048 | Ефіопія         | ▲105,900 |
| 3     | Ємен              | ▲22,201  | Ємен              | ▼16,050  | Ємен                          | ▲19,561  | Ефіопія         | ▲22,800 | М'янма          | ▲20,206  |
| 4     | Сирія             | ▼20,130  | Сирія             | ▼11,244  | Сирія                         | ▼7,620   | Мексика         | ▼18,811 | Мексика         | ▼7,821   |
| 5     | Ірак              | ▼4,920   | Саудівська Аравія | ▲4,832   | Нігерія                       | ▲7,172   | М'янма          | ▲11,114 | Ємен            | ▼6,607   |
| 6     | Нігерія           | ▲4,850   | Сомалі            | ▼2,604   | ДР Конго                      | ▲6,162   | Нігерія         | ▲9,687  | Сомалі          | ▲6,422   |
| 7     | Сомалі            | ▼3,862   | Лівія             | ▲2,200+  | Азербайджан/ Нагорний-Карабах | ▲6,110   | ДР Конго        | ▲6,283  | ДР Конго        | ▼6,254   |
| 8     | Саудівська Аравія | ▲3,509   | Ірак              | ▼1,850+  | Сомалі                        | ▲2,950   | Сирія           | ▼5,828  | Сирія           | ▼5,257   |
| 9     | ДР Конго          | ▼1,757   | Малі              | ▼734+    | Малі                          | ▲2,734   | Сомалі          | ▲3,532  | Малі            | ▲4,793   |
| 10    | Малі              | ▲1,285   | Єгипет            | ▼529+    | Ірак                          | ▲2,436   | Ірак            | ▲2,605  | Буркіна-Фасо    | ▲4,700   |
| 11    | Південний Судан   | ▼1,166   | Південний Судан   | ▼519     | Буркіна-Фасо                  | ▲2,268   | Буркіна-Фасо    | ▲2,358  | Ірак            | ▲4,181   |
| 12    | Індія             | ▲988     | Індія             | ▼~403    | Південний Судан               | ▲2,245   | Південний Судан | ▼1,986  | Афганістан      | ▼3,930   |
| 13    | Камерун           | ▲945     | ДР Конго          | ▼302+    | Ефіопія                       | ▲1,813   | Малі            | ▼1,911  | Нігерія         | ▼3,780   |
| 14    | Ефіопія           | ▼886     | Колумбія          | ▼238     | Мозамбік                      | ▲1,696   | ЦАР             | ▲1,704  | Нігер           | ▲3,000   |
| 15    | ЦАР               | ▼842     | Камерун           | ▼234     | Лівія                         | ▼1,484   | Судан           | ▲1,584  | Колумбія        | ▲2,276   |
| 16    | Пакистан          | ▼736     | Пакистан          | ▼206     | Камерун                       | ▲1,447   | Нігер           | ▲1,454  | Південний Судан | ▼1,731   |
| 17    | Лівія             | ▼727     | Таїланд           | ▲163     | Філіппіни                     | ▲1,316   | Колумбія        | ▲1,399  | Судан           | ▼1,327   |
| 18    | Колумбія          | ▲709     | Нігерія           | ▼152     | Колумбія                      | ▲765     | Мозамбік        | ▼1,194  | Камерун         | ▲943     |
| 19    | Судан             | ▼600     | Україна           | ▼119     | Індія                         | ▲783     | Камерун         | ▲790    | Мозамбік        | ▼916     |
| 20    | Туреччина         | ▼530     | Палестина         | ▼100     | М'янма                        | ▲650     | Палестина       | ▲484    | Пакистан        | ▲900     |

*Переважно вбивства, а не втрати, пов'язані з бойовими діями

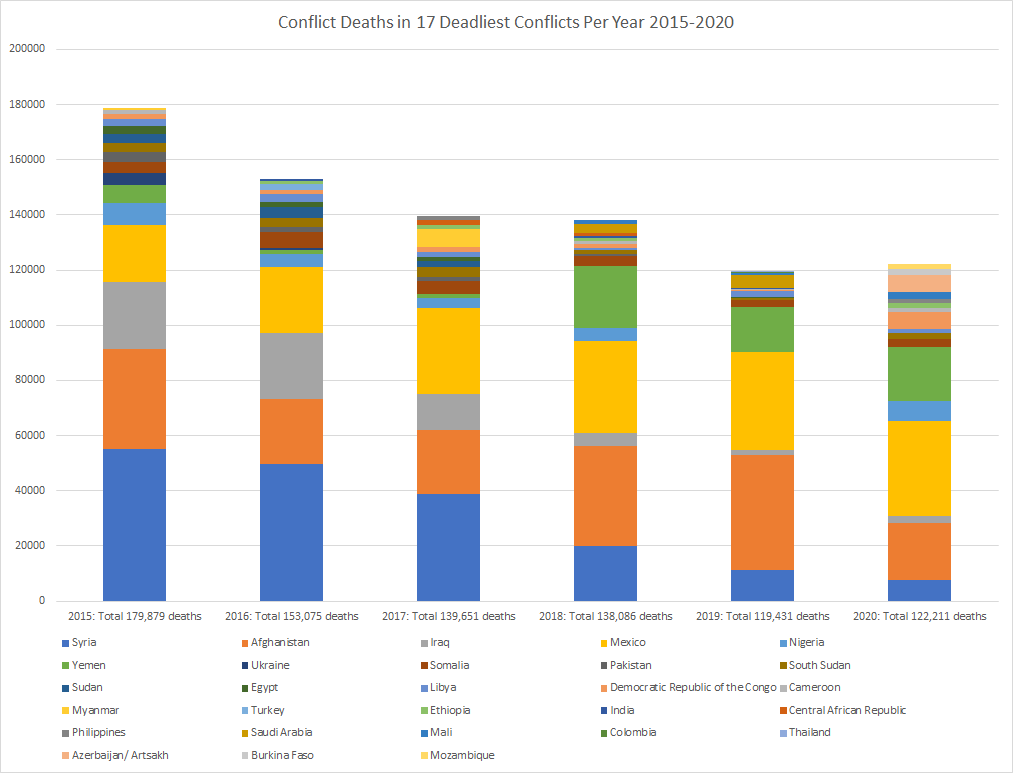
Смертність від конфліктів, 17 найсмертоносніших країн 2015-2020

## Виноски
1. ↑  Дані ACLED охоплюють Ефіопію, Еритрею та Гедареф, Судан
  - Нижча оцінка використовує ACLED для смертей в регіоні Тиграй; вища оцінка використовує цифру 100 000
2. ↑  Сукупна оцінка кількості загиблих у кожному конфлікті з 2003 року
3. ↑  358 000 — 400 000 жертв вбивств, скоєних організованою злочинністю[57]
4. ↑  Див. втрати у 2022 році
5. ↑  Див. втрати у 2023 році
6. ↑  Див. Повстання в Парагваї#Втрати
7. ↑  за межами Синайського півострова
8. ↑  Дані для африканських країн базуються на ACLED, за винятком загиблих під час заворушень/протестів[105][206]
9. 1 2 3  Дані для африканських країн базуються на ACLED, за винятком загиблих під час заворушень/протестів[105]